# بیبریش (راینلاند-فالتس)
بیبریش (به آلمانی: Biebrich) یک شهر در آلمان است که در Verbandsgemeinde Katzenelnbogen واقع شده‌است. بیبریش ۳۶۲ نفر جمعیت دارد.